# Borsod-Abaúj-Zemplén Vármegyei Büntetés-végrehajtási Intézet
A Borsod-Abaúj-Zemplén Vármegyei Büntetés-végrehajtási Intézet büntetés-végrehajtási szerv Borsod-Abaúj-Zemplén vármegye székhelyén, Miskolcon.
Az intézet költségvetési szerv, jogi személy. Alaptevékenysége a külön kijelölés által meghatározott körben:
- az előzetes letartóztatással,
- a biztonsági és egyéb fontos okból elhelyezett elítéltek szabadságvesztésével, továbbá
- az elzárással

összefüggő büntetés-végrehajtási feladatok ellátása. 
Felügyeleti szerve az Belügyminisztérium, szakfelügyeletet ellátó szerve a Büntetés-végrehajtás Országos Parancsnoksága. 
Címe: 3501 Miskolc, Fazekas u. 4.

## Története
Építését 1898-ban kezdték meg Kiss István építész tervei alapján. Az objektum, amely a fogház mellett a vizsgálóbíróság épületét is magába foglalta, 1902-ben készült el (alapító okirata szerint ekkor létesítették). A fogházban rabműhely és törvényszéki kórház is működött. Az 1950-es évektől folyamatosan a túlzsúfoltság jellemezte. 
Az intézet II. számú – eredetileg a szigorított javító-nevelő munka végrehajtására épített – objektumát 1986-ban kezdték büntetés-végrehajtási célokra átalakítani. A betelepítésére 1991 tavaszán került sor. A II. objektumból 2002-ben hozták létre a Fiatalkorúak Regionális büntetés-végrehajtási Intézetét, Szirmabesenyőn.
A fogvatartottak foglalkoztatását korábban az Ipoly Cipőgyár Termelő és Szolgáltató Kft., jelenleg az ÁBRÁND-Ágynemű, Fehérneműgyártó és Forgalmazó Kft. biztosítja.